# Heckler & Koch MP7
De MP7 (Duits: Maschinenpistole 7) is een machinepistool dat gefabriceerd wordt door Heckler & Koch (HK).
Het wapen is ontwikkeld aan de hand van NAVO-eisen die gepubliceerd zijn in 1989. De NAVO vroeg om een nieuw machinepistool met een groter effect op kogelwerende vesten dan de al bestaande modellen, die niet in staat waren kogelwerende vesten te doorboren vanwege het gebruik van munitie voor handvuurwapens.
Het wapen is een directe tegenstrever van de FN P90 die ook ontwikkeld is om aan dezelfde NAVO-eisen te voldoen.
De opvallendste eigenschap van de MP7 is zijn uiterst beperkte grootte; op de HK MP5K na is de MP7 het kleinste volautomatische wapen van Heckler & Koch.
De MP7 is ingericht voor HK 4,6x30mm-patronen. De relatief kleine kogels van deze patroon wegen slechts 2,0 gram, maar door de hoge beginsnelheid van 735 m/s is de aanvankelijke energie met 625 J wel groot; ze zijn ze erg effectief tegen kogelwerende vesten. H&K beweert dat de patronen CRISAT-vesten altijd penetreren tot op een afstand van 200 meter. Een CRISAT-vest bestaat uit een titanium plaat van 1,6 mm met twintig lagen Kevlar.

## Gebruikers
- Albanië
- Australië
- Oostenrijk
- Kroatië
- Frankrijk
- Duitsland
- Indonesië
- Ierland
- Italië
- Japan
- Jordanië
- Maleisië
- Noorwegen
- Oman
- Zuid-Korea
- Verenigd Koninkrijk
- Verenigde Staten
- Vaticaanstad
- Nederland